# Туранга Лила
Тура́нга Ли́ла (англ. Turanga Leela; родилась 29 июля 2975), чаще просто Лила — основной женский персонаж мультсериала «Футурама». Является мутантом — имеет один глаз вместо двух. Это решительная, спортивная, привлекательная девушка, капитан и пилот космического корабля курьерской фирмы «Межпланетный экспресс» (англ. Planet Express).
Её озвучивали: в оригинале — Кэти Сагал, в русской озвучке — Ирина Савина.
Своё имя она получила от наиболее известной оркестровой работы французского композитора Оливье Мессиана — «Турангалила-симфония». Само название «Турангалила», имеющее санскритское происхождение, можно перевести как «песнь любви».

## Биография

### Детство
Родилась 29 июля 2975 года. Её родители — мутанты Туранга Мунда и Туранга Моррис. На свет появилась в развалинах Старого Нью-Йорка, которые к концу третьего тысячелетия н. э. оказались глубоко под землёй, под выросшим над этими руинами футуристическим городом Новым Нью-Йорком. Поскольку развалины Старого Нью-Йорка были населены одними мутантами, среди которых Лила оказалась наименее мутировавшей, её родители решили, что жизнь в мутантском подполье для неё не подходит и они решились отнести девочку в «верхний мир». Всё было представлено так, чтобы нашедшие Лилу люди приняли её за инопланетянку с неизвестной планеты, чему должна была способствовать записка на «инопланетном языке». Так она попала в Приют Минимальной Безопасности, где подвергалась постоянным издевательствам и насмешкам сверстников, главным образом из-за своего единственного глаза, а также из-за стоматологических брекетов.

### Взрослая жизнь: Карьера
Уйдя из приюта, Лила стала работать «офицером распределения судеб» в лаборатории прикладной криогеники. В её функции входил приём, обследование и определение постоянного карьерного статуса людей, по каким-либо причинам некоторое время находившихся в замороженном состоянии. Эта работа Лиле не нравилась, но бросить её не давал господствующий в обществе принцип «Ты должен делать то, что ты должен». Поворотным в её судьбе стало 31 декабря 2999 года, когда она встретилась с Филипом Дж. Фраем, бестолковым разносчиком пиццы из XX-го века, проведшим в криогенной камере ровно тысячу лет. Совершенно неожиданно для Лилы, Фрай отказывается от предписанной компьютером профессии и сбегает. Кроме того, во время этого происшествия Лила упала в криокамеру с таймером на тысячу лет, однако Фрай спас её, сменив значение на «5 минут». Этот случай, что называется, «открыл ей глаз»: как оказалось, можно и не заниматься тем, что не нравится. Лила вытащила из своей ладони карьерный чип, идентифицировавший её как офицера распределения судеб и оказалась вне закона. Лила, Фрай и робот Бендер стали трудовыми дезертирами и были вынуждены искать себе новое место работы. К счастью, у Фрая оказался живой родственник — тридцатикратно-правнучатый племянник, профессор Хьюберт Фарнсворт, содержащий для финансирования своих загадочных экспериментов небольшую фирму по доставке грузов — «Межпланетный экспресс». Нуждаясь в новой команде транспортного звездолёта, взамен погибшей в очередной раз экспедиции, профессор принимает Лилу, Фрая и Бендера в качестве экипажа, и отдаёт им карьерные чипы оставшиеся от старой команды, съеденной космической осой (в серии The Sting упоминаются космические пчёлы). Лила как нельзя кстати подходит на роль нового капитана корабля.

### Личная жизнь
Будучи воспитанной в сиротском приюте, Лила как никто другой мечтает о счастливой семье: найти своего принца, выйти за него замуж и родить ему троих детей. Твёрдо решив стать счастливой, несмотря ни на что, она ищет идеального мужчину, но каждый раз слишком идеализирует своего избранника. Находясь вечно в поиске, она старается не думать о том, как одинока. При этом, порой, не замечает того, что рядом есть люди, которые искренне её любят такой, какая она есть. Список мужчин, разбивших её сердце:
1. Зепп Бранниган (Zapp Brannigan). Вызвал у Лилы чувство жалости из-за своей никчёмности и склонил к сексу в эпизоде «Love’s Labours Lost in Space». С тех пор он преследует её, взывая к былому, любя и желая взаимности. Однако сама Лила считает тот секс очень большой ошибкой. В серии «War Is the H-Word», когда Лила переоделась в солдата-мужчину, Зепп начал испытывать к нему (ней) чувства, которые «волнуют и одновременно пугают» его. В серии «In-A-Gadda-Da-Leela» Зеппу и Лиле для спасения планеты Земля пришлось заняться сексом, причём инициатива исходила от Лилы.
2. Шон (Sean). Лила периодически ссылается на своего бывшего жениха (не ясно, когда точно они встречались и как долго), характеризуя его как необразованного, нечестолюбивого, одутловатого и сгорбленного, но при этом находя его игру на саксофоне привлекательной (в эпизоде «The Devil’s Hands Are Idle Playthings»). Он явно обманывал её, и в эпизоде «Love and Rocket», Лила неубедительно утверждает, что их разрыв был взаимным, а это, скорее всего, означает, что он её бросил. В другой раз, когда Фрай научил доктора Зойдберга уловкам для знакомства с девушками, Лила ответила, что она никогда бы не попалась на такого рода уловки, но затем поняла, что так делали все её парни, «…даже Шон!». В серии 7 сезона «Fry and Leela's Big Fling» Лила снова встречает Шона. К тому времени он уже женат.
3. Чез (Chaz). В эпизоде «The Why of Fry» (Мотивы Фрая) Лила отправляется на свидание с помощником мэра — Чезом. Он очаровывает Лилу своей важностью, влиянием и чувством ответственности («Я могу все кроме одного. Я не могу подвести мэра»). Свою важность он доказывает, получая столик у Эльзара без предварительного заказа (в практически пустом зале), а потом и бесплатный батон хлеба (которым убили таракана). Чез обещает, что к получившему штраф Фраю «полиция отнесется как к несовершеннолетнему». После этого Лила и Чез отправляются на каток для ракетных коньков, который Чез забронировал только для них. Из-за этого на каток не смогли попасть дети из Приюта минимальной безопасности и Лила просит Чеза пустить их. Здесь помощник мэра делает ошибку: желая произвести впечатление, он прогоняет сирот со словами «приходите, когда обзаведетесь связями». В результате Лила заталкивает ему в рот его значок и на этом свидание (и их отношения) завершается.
4. Уильям Шетнер. В эпизоде «Where No Fan Has Gone Before» на планете Омега-3 Лила познакомилась с американским киноактёром Уильямом Шетнером, исполнителем роли капитана Кирка в культовом фантастическом сериале «Звёздный путь». Шэтнер дожил до XXXI столетия в виде собственной головы в банке, однако разумным облаком с Омеги-3 — фанатом «Звездного пути» — ему было возвращено и тело. После боёв на выживание между Лилой и Шэтнером даже была короткая любовная сцена.
5. Дуг. Дуг появлялся только в самом начале эпизода «Love’s Labours Lost in Space» в сцене ужина в ресторане. Неизвестно, встречались ли они с Лилой до этого или это было их первое свидание. Вначале он нравился Лиле, поскольку не обращал внимания на то, что у неё был только один глаз. Однако, после того как Дуг съел десерт своим очень длинным, как у ящерицы языком, он сразу разонравился Лиле. Это, пожалуй, даёт понять, что свидание было у них первым (и последним).
6. Декан Вернон. Лила сходила с Верноном на свидание в эпизоде Mars University, но он ей больше не позвонил…
7. Адлай Аткинс. В эпизоде «The Cyber House Rules» Лила отправляется на встречу выпускников своего приюта. Там над ней снова начинают издеваться над ней из-за глаза. Но за Лилу вступается Адлай, в которого в детстве она была влюблена. Он говорит, что стал врачом и сможет сделать ей операцию по пересадке искусственного глаза — тогда она будет выглядеть как любой нормальный человек. Лила соглашается на эту операцию, её поддерживает вся команда «Межпланетного экспресса», кроме Фрая. После операции Адлай начинает ухаживать за Лилой, и они, помня о своём прошлом, даже решают взять на воспитание сироту. Лила предлагает удочерить девочку из Приюта минимальной безопасности с третьим ухом на лбу. Но Адлай предлагает либо взять нормального ребёнка, либо сделать девочке операцию, чтобы она выглядела как все. Лила выступает против, мотивируя это тем, что девочка хороша такой, какая есть, выделяясь на фоне других. Споря, она понимает, что говорит не только о ней, но и о себе. Что она должна оставаться собой, что зря согласилась на операцию и на отношения с Адлаем, которого она интересовала не в «естественном», а только в изменённом облике (в отличие от Фрая, но она это опять не оценила).
8. Альказар (Alkazar). Инопланетянин с неназванной планеты, поставивший перед собой цель жениться на пяти особях женского пола, которые являются единственными представительницами своего вида (эпизод «A Bicyclops Built for Two»). Обладая способностью изменять внешность в широких пределах, Альказар перед каждой из них предстаёт как второй представитель их вида. Лила попала в этот список по ошибке, так как ни она сама, ни кто-либо ещё (кроме её родителей) не знал на тот момент, что она мутант, а не инопланетянка. Альказар встречает Лилу в одном из чатов (он принимает облик человека с одним глазом, как у Лилы), а потом отправляет ей видеосообщение с просьбой прибыть на его планету. Там он устраивает Лиле (а также Бендеру и Фраю) экскурсию по разрушенному городу, показывая статуи и мозаики, изображающие циклопов. Позже он поведал Лиле историю об уничтожении планеты и о том что они — последние представители своего вида и что второго циклопа он искал много лет. Играя на жалости к своему одиночеству и на том, что они должны возродить расу циклопов, Альказар обманом вынуждает Лилу провести с ним ночь (ситуация схожа с действиями Браннигана в эпизоде 4 первого сезона). На следующее же утро Альказар преображается, начиная обращаться с ней как с рабыней, постоянно оскорбляя. Вскоре Лила понимает, насколько плох Альказар, но не может отвергнуть его из-за ответственности перед будущими поколениями «расы циклопов». Она соглашается выйти за него, но свадьбу (это первая из трёх свадеб Лилы в сериале) расстроил Фрай, обнаруживший остальных четырёх «невест» Альказара и представивший их Лиле и друг другу. В результате свадьбы были отменены, Альказар был избит, а Туранга Лила опять осталась в одиночестве.
9. Кьюберт Фарнсворт. В серии «The Late Philip J. Fry» Фрай испытывает машину времени, на которой перемещается на 7000 лет вперёд. Но так как машина не предназначена для перемещения в прошлое, показано как у 55-летней Лилы (владелицы «Межпланетного экспресса») и 41-летнего Кьюберта начинается роман в 3030 году. В 3050 году она выплачивает алименты Кьюберту и выгоняет его.
10. Ларс Филмор (Lars Filmore). В полнометражном мультфильме «Футурама: Большой куш Бендера» Лила знакомится с Ларсом — рабочим в Музее голов и оба проявляют интерес друг к другу. Позже, они собираются пожениться, но в самый ответственный момент Ларс отменяет свадьбу. В конце фильма, Фрай пытается заново свести Лилу с Ларсом, но Ларс гибнет, спасая её от злодея, захватившего Землю. После его смерти выясняется, что Ларс — это дубликат Фрая, который, скрываясь от злого Бендера вернулся в 2000 год, а в 2012 после пожара, спалившего ему волосы на голове и изменившего голос, заморозил себя, так как знал, что в таком виде в будущем его полюбит Лила.
11. Отношения с Фраем (Fry). Отношения с Фраем — одна из основных сюжетных линий. За время действия сериала Лила то встречается с ним, то расстаётся. Долгое время она целенаправленно избегает его ухаживаний, так как это противоречит Уставу о несении службы на борту космического корабля. Однако именно благодаря Фраю она находит своих родителей. Долгие годы Фрай пытается добиться от неё взаимности, зачастую жертвуя собой ради её спасения. По мере роста любовных неудач, Лила становится всё более импульсивной. Часто именно на Фрая сыпятся все последствия этих импульсов. И, что характерно, он верит любым отговоркам, которые придумывает Лила, чтобы не ходить на свидания. Зачастую его ухаживания проходят незамеченными, причина — низкое социальное положение и детская непосредственность. Однако, несмотря ни на что, между ними сохраняются дружеские взаимоотношения. Кроме того, Лила, сама того не подозревая, предназначена Фраю, по его договору с Зубастильонцами. Как ни странно, но по ходу развития сериала становится ясно, что именно Фрай единственный, кроме родителей Лилы, кто любит и ценит её такой, какая она есть. И именно отношения с ним начинают лишать Лилу её чрезмерной целеустремлённости к идеальной семье, постепенно уча ценить истинные чувства. Со временем, Лила начинает отличать глянец и лоск от душевных, личностных качеств. И Фрай взрослеет, в первую очередь, благодаря своей любви к Лиле, и, подобно ей, также учится любить. Наибольший акцент на отношениях Фрая и Лилы делается в шестом сезоне, в ходе которого часто имеют место их «дружественные» объятия, и даже периодические полудружественные поцелуи. В четвёртом полнометражном фильме отношения между ними достигают точки невозврата, и им приходится решить — насколько они могут доверять друг другу? Доверие ставится в противовес убеждениям и является апогеем их обоюдных чувств. В конце концов, они находят ответ: Фрай понимает, что мнение Лилы единственное, что для него важно; а Лила — что Фрай никогда умышленно не причинит ей боль, и потому отвечает на его чувства взаимностью, говоря: «Хотя я слишком долго тянула с этим, но я тоже люблю тебя». В предпоследней серии 6 сезона «Overclockwise» Фрай и Лила читают «своё будущее» в письме, которое написал Бендер. По их реакции, можно понять, что их ждут долгие любовные отношения. В последнем эпизоде сериала «Meanwhile» они женятся (в «The Farnsworth Parabox» 4 сезона было показано, что в параллельной вселенной они уже женаты).

## Внешность
Самая примечательная черта Лилы — её единственный глаз. Лилу немного раздражает, когда её спрашивают об этом, но обычно она отвечает, что является инопланетянкой.
У Лилы пурпурные (лиловые, сиреневые) волосы, которые она обычно собирает в «конский хвост». Несмотря на единственный глаз, Лилу можно назвать симпатичной — у неё хорошая, спортивная фигура, она высокая и складная. Одета обычно в белый топ на широких бретелях, обтягивающие тёмные джинсы и удобные сапоги на дутой платформе. На руке носит широкий электронный браслет.

## Друзья
Лучшие друзья Лилы — Эми, Фрай, Бендер.
У неё есть питомец Нибблер (Зубастик) — очень необычное существо, которое она спасла от гибели с планеты Вергон 6.